# Canthidium flabellatum
Canthidium flabellatum är en skalbaggsart som beskrevs av Edgar von Harold 1883. Canthidium flabellatum ingår i släktet Canthidium och familjen bladhorningar. Inga underarter finns listade.